# ジャック・ラムジー
ジャック・ラムジー (John Travilla "Jack" Ramsay, 1925年2月21日 - 2014年4月28日) は、アメリカ合衆国ペンシルベニア州フィラデルフィア出身。バスケットボールのヘッドコーチとして有名な人物。1996年にNBAの偉大なコーチに選ばれ、「ドクター」の愛称でも呼ばれる。バスケットボール殿堂入りしている。

## 経歴
コネチカット州ミルフォードで育った彼は、少年時代両親の勧めにより、様々なスポーツを行った。その後、フィラデルフィア郊外に家族で移り住み、アッパーダービー高校でバスケットボール、野球、サッカーを行い、1942年に卒業した。1979年に高校のウォール・オブ・フェイムに選ばれている。母親の強い勧めもあり、セントジョセフカレッジに進学したが、第二次世界大戦でアメリカ海軍に入隊したため、3年間学業から離れた。大学ではバスケットボールと野球を行った。最終学年では、野球のスーパースター、タイ・カッブのチームメートだったペップ・ヤングの指導を受けた。1949年に学士号を取得、その後ペンシルベニア大学で、1962年に修士号、1963年に教育学の博士号を獲得した。大学を卒業後、6シーズンイースタン・ペンシルベニア・バスケットボール・リーグでプレーした。ガードでプレーした2年目のシーズン、ハリスバーグ・セネターズでチーム2番目の得点をあげた。選手としての活動と同時に、ペンシルベニア州チェスターにあるセントジェームズ高校や、デラウェア州ウィルミントンにあるマウントプレザント高校のコーチで副収入を得ていた。
1955年にセントジョセフカレッジのヘッドコーチに就任、3500ドルの年俸を得た。
1年目チームは23勝6敗で、フィラデルフィア・ビッグ5で優勝した。そしてナショナル・インビテーション・トーナメントに初出場したチームはデイトン・大学に敗れたものの3位となった。彼は1966年までセントジョセフカレッジでヘッドコーチを務め、プレーオフに10回進出、ビッグ5で7回優勝、ミドル・アトランティック・カンファレンスで5年連続1位となった。1961年にはNCAAトーナメントでファイナル4に残っている。
41歳となった1965-1966シーズン、右目の網膜浮腫のため、医師の勧めにより、コーチを辞任した。大学では通算234勝72敗の成績を残した。
大学のコーチを務めた後に NBAのフィラデルフィア・セブンティシクサーズのゼネラルマネージャーに就任した。1年目の1966-1967シーズン、シクサーズはNBA史上最高の68勝13敗の成績でNBAチャンピオンになった。チームの平均得点は125得点で、ウィルト・チェンバレンが1試合あたり24得点、24リバウンド、8アシストをあげていたが、1967-1968シーズン終了後、チェンバレンをトレードで放出した。1968-1969シーズンよりヘッドコーチに就任、地元スペクトラムでのロサンゼルス・レイカーズ戦ではジェリー・ウェスト、エルジン・ベイラー、チェンバレンに合計で71得点をあげられたが。114-96で勝利した。この年チームは55勝27敗、NBAトップの平均119得点をあげた。シクサーズでは4シーズン指揮をとったが、その内3シーズンでプレーオフに進出した。1971-1972シーズンは30勝52敗に終わり、プレーオフを逃した。
1972年より、バッファロー・ブレーブスのヘッドコーチに就任、1年目は21勝61敗に終わった。翌シーズンは平均得点が17チーム中トップの111.6得点、平均失点はリーグワーストの111.8得点であったものの、勝ち星を倍に増やして、プレーオフに進出、カンファレンスセミファイナルでボストン・セルティックスを相手に第6戦まで粘った。ブレーブスでは4シーズンで158勝170敗の成績を残した。
1976年から1986年までポートランド・トレイルブレイザーズを指揮した。創設以来6年間勝ち越ししたことがなく、プレーオフに出場していなかったビル・ウォルトンを中心とした若いチームABA崩壊に伴い、パワーフォワードのモーリス・ルーカスを獲得した。1年目の1976-1977シーズンにチームに初優勝をもたらした。NCAAトーナメントファイナル4とNBAチャンピオンに指導者としてなったのは彼が初めてであった。2シーズン目も開幕から60試合で50勝10敗の成績をあげていたが、ウォルトンが足を骨折し、連覇はならなかった。1986年までラムジーはブレイザーズのヘッドコーチを務めたが、最後の9シーズン中、プレーオフに進出できたのは2回であった。1978年のNBAオールスターゲームでは、ウェスタン・カンファレンスのコーチを務めた。
1986-1987シーズンより、インディアナ・ペイサーズのヘッドコーチに就任した。1年目のシーズン、NBA2位の成績をあげたが、1988-1989シーズン、開幕から7連敗したところで辞任した。
その後、9シーズンに渡ってシクサーズ、マイアミ・ヒートのテレビ解説者を務めた。
1992年にバスケットボール殿堂入りを果たした。
2014年4月28日、癌により89歳で亡くなった。ラムジーが長期にわたって解説者を務めたESPNは彼の死をツイッターで報じた。

## 人物
大学時代の1948年とイースタンリーグでプレーした1954年に脳震盪を起こした。1999年の定期健康診断で、前立腺癌を早期発見、治療に成功し、その年解説の仕事を1試合も休まずに行った。2004年10月、メラノーマに罹った他、晩年は他の病気と闘った。2013年5月10日、癌が再発したことを告白、長年務めた解説者から引退した。
ラムジーの養子であるジム・オブライエンは、ボストン・セルティックス、フィラデルフィア・セブンティシクサーズ、インディアナ・ペイサーズ、デイトン大学でヘッドコーチを務めた。

## ヘッドコーチ実績
21シーズンに亘って、ヘッドコーチを務め、16シーズンでプレーオフに進出、1度の優勝を果たしている。
通算成績は、レギュラーシーズン　1674試合 864勝783敗(.525)、プレーオフ 102試合 44勝58敗(.431)
| チーム | シーズン | G    | W   | L   | W–L% | シーズン結果    | PG  | PW | PL | PW–L% | 最終結果                           |
| ------ | -------- | ---- | --- | --- | ---- | --------------- | --- | -- | -- | ----- | ---------------------------------- |
| PHI    | 1968–69  | 82   | 55  | 27  | .671 | 2nd in East     | 5   | 1  | 4  | .200  | ディビジョン・セミファイナル敗退   |
| PHI    | 1969–70  | 82   | 42  | 40  | .512 | 4th in East     | 5   | 1  | 4  | .200  | ディビジョン・セミファイナル敗退   |
| PHI    | 1970–71  | 82   | 47  | 35  | .573 | 2nd in Atlantic | 7   | 3  | 4  | .429  | カンファレンス・セミファイナル敗退 |
| PHI    | 1971–72  | 82   | 30  | 52  | .366 | 3rd in Atlantic | —   | —  | —  | —     | Missed Playoffs                    |
| BUF    | 1972–73  | 82   | 21  | 61  | .256 | 3rd in Atlantic | —   | —  | —  | —     | Missed Playoffs                    |
| BUF    | 1973–74  | 82   | 42  | 40  | .512 | 3rd in Atlantic | 6   | 2  | 4  | .333  | カンファレンス・セミファイナル敗退 |
| BUF    | 1974–75  | 82   | 49  | 33  | .598 | 2nd in Atlantic | 7   | 3  | 4  | .429  | カンファレンス・セミファイナル敗退 |
| BUF    | 1975–76  | 82   | 46  | 36  | .561 | 2nd in Atlantic | 9   | 4  | 5  | .444  | カンファレンス・セミファイナル敗退 |
| POR    | 1976–77  | 82   | 49  | 33  | .598 | 2nd in Pacific  | 19  | 14 | 5  | .737  | 優勝                               |
| POR    | 1977–78  | 82   | 58  | 24  | .707 | 1st in Pacific  | 6   | 2  | 4  | .333  | カンファレンス・セミファイナル敗退 |
| POR    | 1978–79  | 82   | 45  | 37  | .549 | 4th in Pacific  | 3   | 1  | 2  | .333  | ファーストラウンド敗退             |
| POR    | 1979–80  | 82   | 38  | 44  | .463 | 4th in Pacific  | 3   | 1  | 2  | .333  | ファーストラウンド敗退             |
| POR    | 1980–81  | 82   | 45  | 37  | .549 | 3rd in Pacific  | 3   | 1  | 2  | .333  | ファーストラウンド敗退             |
| POR    | 1981–82  | 82   | 42  | 40  | .512 | 5th in Pacific  | —   | —  | —  | —     | Missed Playoffs                    |
| POR    | 1982–83  | 82   | 46  | 36  | .561 | 4th in Pacific  | 7   | 3  | 4  | .429  | カンファレンス・セミファイナル敗退 |
| POR    | 1983–84  | 82   | 48  | 34  | .585 | 2nd in Pacific  | 5   | 2  | 3  | .400  | ファーストラウンド敗退             |
| POR    | 1984–85  | 82   | 42  | 40  | .512 | 2nd in Pacific  | 9   | 4  | 5  | .444  | カンファレンス・セミファイナル敗退 |
| POR    | 1985–86  | 82   | 40  | 42  | .482 | 2nd in Pacific  | 4   | 1  | 3  | .250  | ファーストラウンド敗退             |
| IND    | 1986–87  | 82   | 41  | 41  | .500 | 4th in Central  | 4   | 1  | 3  | .250  | ファーストラウンド敗退             |
| IND    | 1987–88  | 82   | 38  | 44  | .463 | 6th in Central  | —   | —  | —  | —     | Missed Playoffs                    |
| IND    | 1988–89  | 7    | 0   | 7   | .000 | (resigned)      | —   | —  | —  | —     | -                                  |
| Career |          | 1647 | 864 | 783 | .525 |                 | 102 | 44 | 58 | .431  |                                    |